# 皮尤山
皮尤山（英語：Mount Pew），是南極洲的山峰，位於維多利亞地的博克格雷溫克海岸，屬於阿德默勒爾蒂山脈的一部分，海拔高度2,950米，美國地質調查局根據測量和美國海軍拍攝的空中照片繪入地圖，現時由南極條約體系管理。